# Alexander Richardson
Alexander Whitmore Colquhoun Richardson, britanski general, * 11. maj 1887, † 22. julij 1964.
Na zimskih olimpijskih igrah 1924 je z bobom za Združeno kraljestvo osvojil srebrno medaljo.